# Rocket Racing League

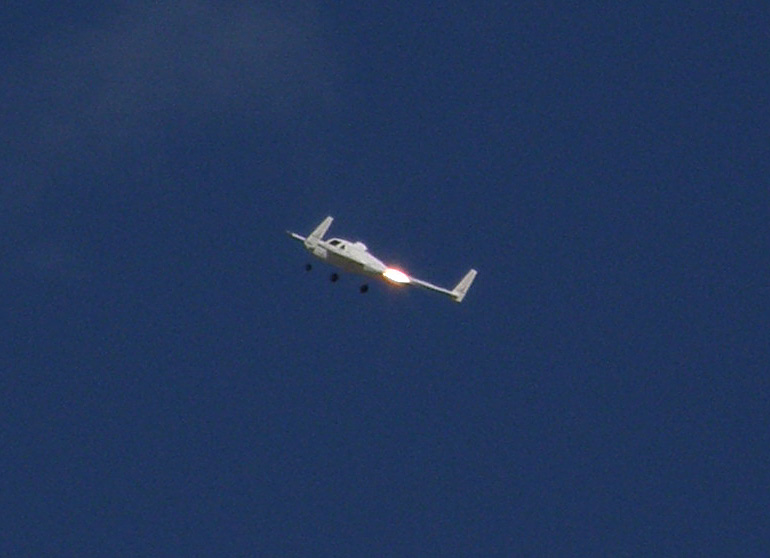
Photographie du prototype d'avion de course fusée, un Velocity SE modifié, lors de son vol inaugural le 29 octobre 2007 depuis le Mojave Air & Space Port.

La Rocket Racing League (littéralement, « championnat de course de fusées ») est un projet de championnat de course d'avions fusée. La formation du championnat a été annoncée par Granger Whitelaw et Peter Diamandis, fondateur de l'Ansari X Prize, le 3 octobre 2005. Selon Diamandis, le but du championnat est de passionner le public pour la conquête spatiale et aérospatiale et ainsi de dynamiser l'initiative privée dans ce domaine.

## Format du championnat

### Véhicules

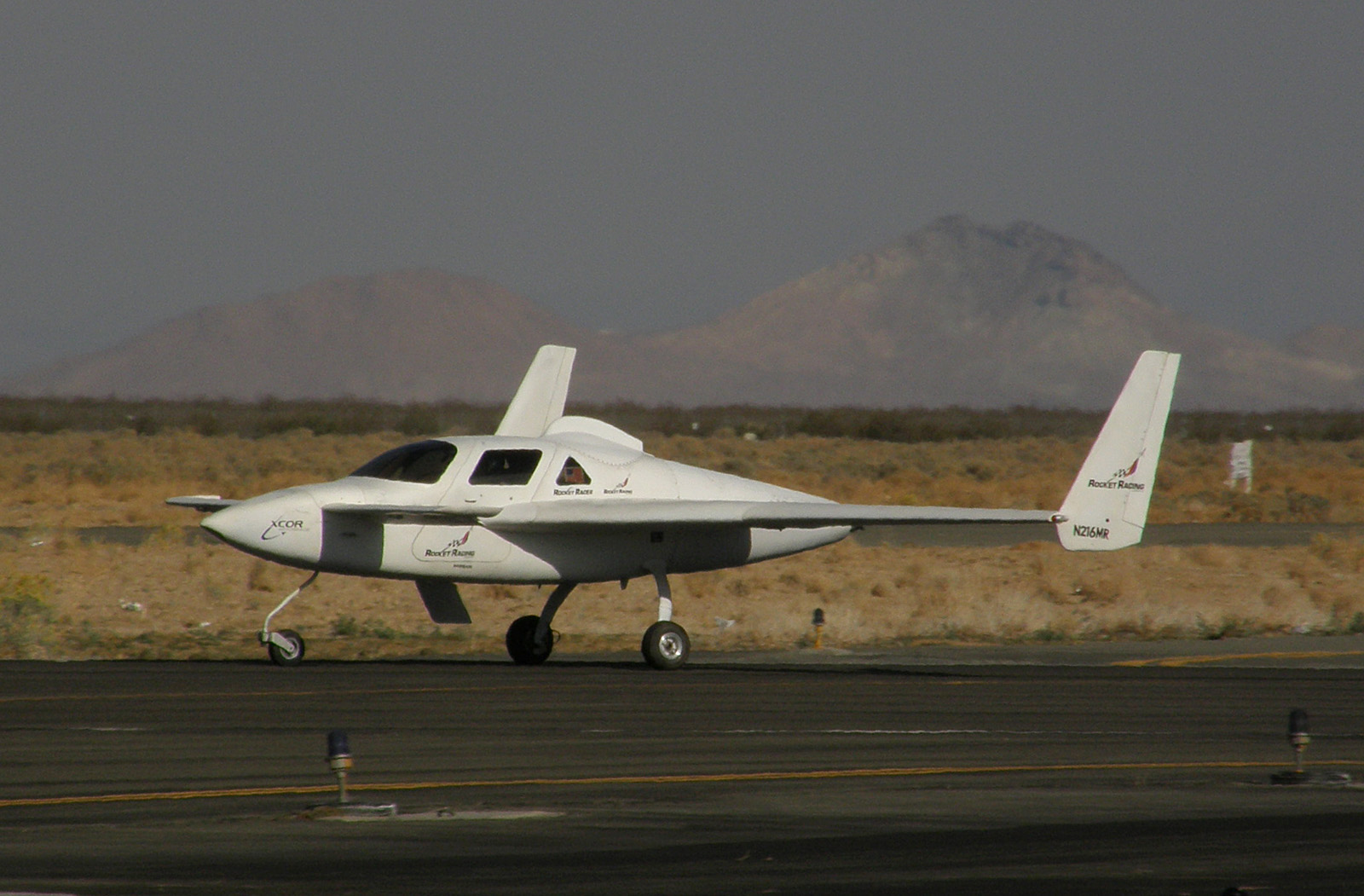
L'avion de course, sur l'aérodrome de Mojave.

La course opposerait des avions fusée utilisant de l'oxygène liquide, du kérosène ou de l'éthanol, pour une durée de combustion de quatre minutes. Chacun de ces avions coûterait moins d'un million de dollars et seraient basés sur un Velocity SE (en) (à train d'atterrissage fixe) modifié par l'entreprise XCOR Aerospace, ou sur un Velocity XL (en) (à train rétractable) modifié par Armadillo Aerospace. Le châssis du Velocity dérive d'un avion en kit commercial qui lui-même dérive d'un Rutan Long-EZ, modifié pour accepter une propulsion par fusée et une avionique dédiée.

### Parcours
Dans l'optique de la course, les avions fusées doivent suivre une piste virtuelle de trois kilomètres de long et d'un peu moins de 1,5 kilomètre de large, à 500 mètres d'altitude. Les avions partiraient par paires, espacées chacune de quelques minutes ; ils concourraient ainsi contre la montre mais devraient néanmoins manœuvrer les uns par rapport aux autres, un peu comme dans le championnat automobile NASCAR. Une course typique durerait environ une heure.

## Historique
La création du championnat est annoncée le 3 octobre 2005 par Granger Whitelaw et Peter Diamandis. À ce moment-là, il est question d'organiser une première course d'exhibition en octobre 2006 ; le championnat se tiendrait à partir de l'année suivante pour se conclure par une finale au Nouveau-Mexique en octobre. Ces intentions ne se réalisent cependant pas.
Un prototype d'avion fusée, l'EZ-Rocket (en), est conçu par l'entreprise XCOR Aerospace ; il effectue son premier vol le 26 octobre 2007 depuis le Mojave Air & Space Port.
Au début 2008, la Rocket Racing League annonce qu'elle est prête pour la compétition et que quatre courses d'exhibition sont censées se tenir dans l'année, l'une d'elles à Las Cruces au Nouveau-Mexique, près du Spaceport America. Afin de produire les châssis des avions, la ligue achète le constructeur Velocity Aircraft (en) en avril 2008. Six équipes s'enregistrent pour participer, mais aucune des quatre courses planifiées n'a lieu. Cette année-là, le prototype vole cependant pour le public lors d'un show aérien à Oshkosh, dans le Wisconsin.
La Rocket Racing League échoue à deux reprises à terminer la construction de six hangars qu'elle a l'obligation contractuelle de bâtir près du Spaceport America. En janvier 2009, la ville de Las Cruces menace de clore le bail de l'entreprise. En juillet 2009, la ligue annonce avoir réussi à clore un tour de table de 5,5 millions de dollars, lui permettant de poursuivre ses opérations et de développer un nouvel avion de course. Le premier meeting aérien était prêt, à Tulsa, Oklahoma. Quelque 40 000 personnes étaient venues assister au spectacle, qui a été court car les avions rencontraient sans cesse des « difficultés techniques ».
En février 2010, Peter Diamandis suggère que l'année 2010 pourrait voir le début des courses d'exhibition, le championnat débutant en 2011.
En 2010, la difficulté technique s'est propagée comme un virus à l'ensemble du RRL, et tout est devenu silence radio. Et depuis lors, plus rien.